# Puerta San Peregrino
La Puerta San Peregrino (en italiano: Porta San Pellegrino) es una puerta de la muralla exterior de la Ciudad del Vaticano. Se trata de una de las puertas que se abren en las paredes leoninas de Roma. Se encuentra al lado de la columnata de Bernini y un pequeño puesto del Vaticano; también se conoce como Porta Viridaria. La puerta fue reconstruida por el Papa Alejandro VI en 1492 y sus brazos están en la parte superior de la puerta. La puerta se utiliza poco. Junto con  "poterna Sancti Angeli " y "Saxonum poterna" es una de las entradas más antiguas ciudad con paredes originales, y los informes muestran una larga inscripción del Papa León IV celebrando la construcción de las murallas.
El viernes, 6 de febrero de 2015, Catholic News Service (CNS) informó , en un breve comunicado de prensa en línea en su sitio web, que el Vaticano, a través de una nota de prensa, había anunciado que terminó la remodelación de un baño público, para incluir tres duchas (que estarán abiertas todos los días excepto los miércoles, el día de la audiencia general del Papa, y otras veces cuando haya grandes eventos en la Basílica y la Plaza) y una silla de barbero ( con cortes de pelo que estarán disponibles los lunes), cerca de la columnata de Bernini. Los servicios, que incluirán la emisión de kits de higiene, son para los peregrinos sin hogar del Vaticano.